# Kanaighat
Kanaighat är ett underdistrikt i Bangladesh. Det ligger i den östra delen av landet, 230 km nordost om huvudstaden Dhaka.
Trakten runt Kanaighat består till största delen av jordbruksmark. Runt Kanaighat är det tätbefolkat, med 550 invånare per kvadratkilometer.